# Escola Secundária Frei Heitor Pinto
A Escola Secundária Frei Heitor Pinto (antigo Liceu Nacional da Covilhã) é um estabelecimento de ensino secundário público da cidade da Covilhã.

## História
O Liceu Nacional da Covilhã foi inaugurado em 1934, passando a designar-se "Escola Secundária Frei Heitor Pinto" em 1974 (Decreto-Lei n.º 608/79), tomando o nome de Frei Heitor Pinto, frade escritor nascido na cidade no século XVI.
A escola foi agraciada  no dia 21 Outubro de 2009 com o Prémio da Sociedade Portuguesa de Física pelo trabalho de medição de campos eléctricos efectuado por alunos da mesma.
Foi frequentada pelo ex-Primeiro-Ministro José Sócrates.[carece de fontes?]